# ルイス郡 (ミズーリ州)
座標: 北緯40度05分 西経91度44分 / 北緯40.09度 西経91.73度
ルイス郡（英: Lewis County）は、アメリカ合衆国ミズーリ州にある郡。2005年の推定人口は10,186人で、郡庁所在地はモンティセロ（Monticello）である。
ルイス郡は1833年に組織し、郡名は探検家でルイジアナ準州知事も務めたルイス・クラーク探検隊のメリウェザー・ルイスからとられた。
ルイス郡はクインシー・イリノイ–ミズーリ大都市統計地域の一部となっている。

## 地理
アメリカ合衆国国勢調査局によると、この郡は総面積1,323 km2 （511 mi2）である。このうち1,308 km2 （505 mi2）が陸地で、15 km2 （6 mi2）が水域である。総面積の1.15%が水域となっている。

### 隣接する郡
- クラーク郡（北）
- ハンコック郡 (イリノイ州)（北東）
- アダムズ郡 (イリノイ州)（南東）
- マリオン郡（南）
- シェルビー郡（南西）
- ノックス郡（西）

### 幹線道路
- 国道61号線
- 州道6号線
- 州道81号線
- 州道156号線

## 人口動静

2000年国勢調査時のルイス郡の人口ピラミッド

2000年現在の国勢調査で、この郡は10,494人、3,956世帯、及び2,709家族が暮らし、人口密度は8/km2 （21/mi2）である。この郡の人種的構成は白人95.92%、黒人（アフリカ系）2.53%、先住民0.16%、アジア系0.20%、太平洋諸島系0.02%、その他の人種0.44%、及び混血0.73%で、人口の0.73%がヒスパニックまたはラテン系である。住民のうち34.9%がドイツ系、18.3%がアメリカ系、11.2%がイングランド系、10.8%がアイルランド系移民の子孫である。
1世帯あたりの平均人数は2.46人であり、家庭の場合は3.00人である。
郡内の住民は25.00%が18歳未満の未成年、18歳以上24歳以下が12.90%、25歳以上44歳以下が24.60%、45歳以上64歳以下が21.40%、及び65歳以上が16.10%にわたっている。中央値年齢は36歳である。
この郡の世帯ごとの平均的な収入は30,651米ドルであり、家族ごとでは35,740米ドルである。男性の27,778米ドルに対して女性は19,679米ドルの平均的な収入がある。この郡の一人当たりの収入（per capita income）は14,746米ドルである。人口の16.10%及び家族の10.70%は貧困線以下の生活をしている。

## 都市および町
（括弧内の数字は2000年の人口）
- カントン（en:Canton, Missouri 2,557）
- ダラム（en:Durham, Missouri）
- ユーイング（en:Ewing, Missouri 464）
- ラ・ベル（en:La Belle, Missouri 669）
- ラ・グランジ（en:La Grange, Missouri 1,000）
- ルイスタウン（en:Lewistown, Missouri 595）
- メイウッド（en:Maywood, Missouri）
- モンティセロ（en:Monticello, Missouri 126）
- ステファンヴィル（en:Steffenville, Missouri）
- ウィリアムズタウン（en:Williamstown, Missouri）